# Шевченко, Павел Исидорович
Павел Исидорович Шевченко (род. не позже 1913 — ум. не ранее 1983) — советский конструктор авиационных двигателей, лауреат Сталинской премии 1-й степени (1951).

## Биография
Родился не позже 1913 года.
Окончил Харьковский авиационный институт.
С 1935 по 1980-е годы работал вместе с Архипом Михайловичем Люлькой сначала в ХАИ, затем в его конструкторском бюро в Москве.
Ведущий конструктор, руководитель группы, затем конструкторской бригады по камерам сгорания авиационных двигателей. Позже в его бригаде была образована группа по созданию газогенераторов жидкостных ракетных двигателей.
Умер не ранее 1983 года.

## Награды
- Сталинская премия 1-й степени (1951) — за создание двигателя АЛ-5 (официальная формулировка — за работу в области машиностроения).